# Ewald Humenberger
Ewald Humenberger (* 18. September 1967) ist ein ehemaliger österreichischer Handballtorhüter und der Handballrekordnationalspieler Österreichs. Im Zivilberuf ist der gelernte Ingenieur als Verkaufsleiter einer Pumpenfirma tätig.

## Spielerkarriere
Ewald Humenberger begann seine Spielerkarriere beim HC Linz, für den er 1986 zum ersten Mal in der österreichischen Bundesliga (damals die erste Liga) spielte. Zwischenzeitlich war er auch beim ATSV Innsbruck aktiv. Mit den Linzern wurde er dreimal österreichischer Meister und Pokalsieger und erreichte 1994 das Finale im EHF-Pokal, das gegen den spanischen Verein UD Alzira verloren ging. 
Im Jahr 1996 wechselte er zum deutschen Bundesligisten TuS Nettelstedt-Lübbecke, mit dem er 1997 und 1998 den (inzwischen abgeschafften) EHF-City-Cup gewinnen konnte. Insgesamt bestritt Humenberger 122 Bundesligaspiele für die Ostwestfalen, bevor er im Jahr 2000 zurück zum HC Linz wechselte. Nach der Saison 2007/08 beendete Humenberger seine Karriere.
Er bestritt 246 Länderspiele für die Österreichische Männer-Handballnationalmannschaft und erzielte dabei ein Tor. Somit ist er mit großem Abstand vor Patrick Fölser (218 LS) und dem ebenfalls bereits zurückgetretenen Andreas Dittert (203 LS) der Rekordnationalspieler seines Landes. Alles in allem bestritt Ewald Humenberger in den 22 Jahren seiner Karriere als Erstligaspieler mehr als 1000 Pflicht- und Auswahlspiele. 

## Funktionär
Am 7. März 2008 wurde Ewald Humenberger zum ersten Vizepräsidenten des Oberösterreichischen Handballverbandes OÖHV gewählt.

## Erfolge
- 3 × Österreichischer Meister: 1994, 1995, 1996 (mit HC Linz)
- 3 × ÖHB-Cupsieger: 1994, 1995, 1996 (mit HC Linz)
- 2 × EHF-City-Cup-Sieger: 1997 und 1998 (mit TuS Nettelstedt)
- EHF-Pokal-Finalist: 1994 (mit HC Linz)
- 246 A-Länderspiele (1 Tor) für Österreich
- 122 Bundesligaspiele (1 Tor) für TuS Nettelstedt
- Mehr als 660 Pflichtspiele für HC Linz und ATSV Innsbruck